# Rudolf von Auerswald

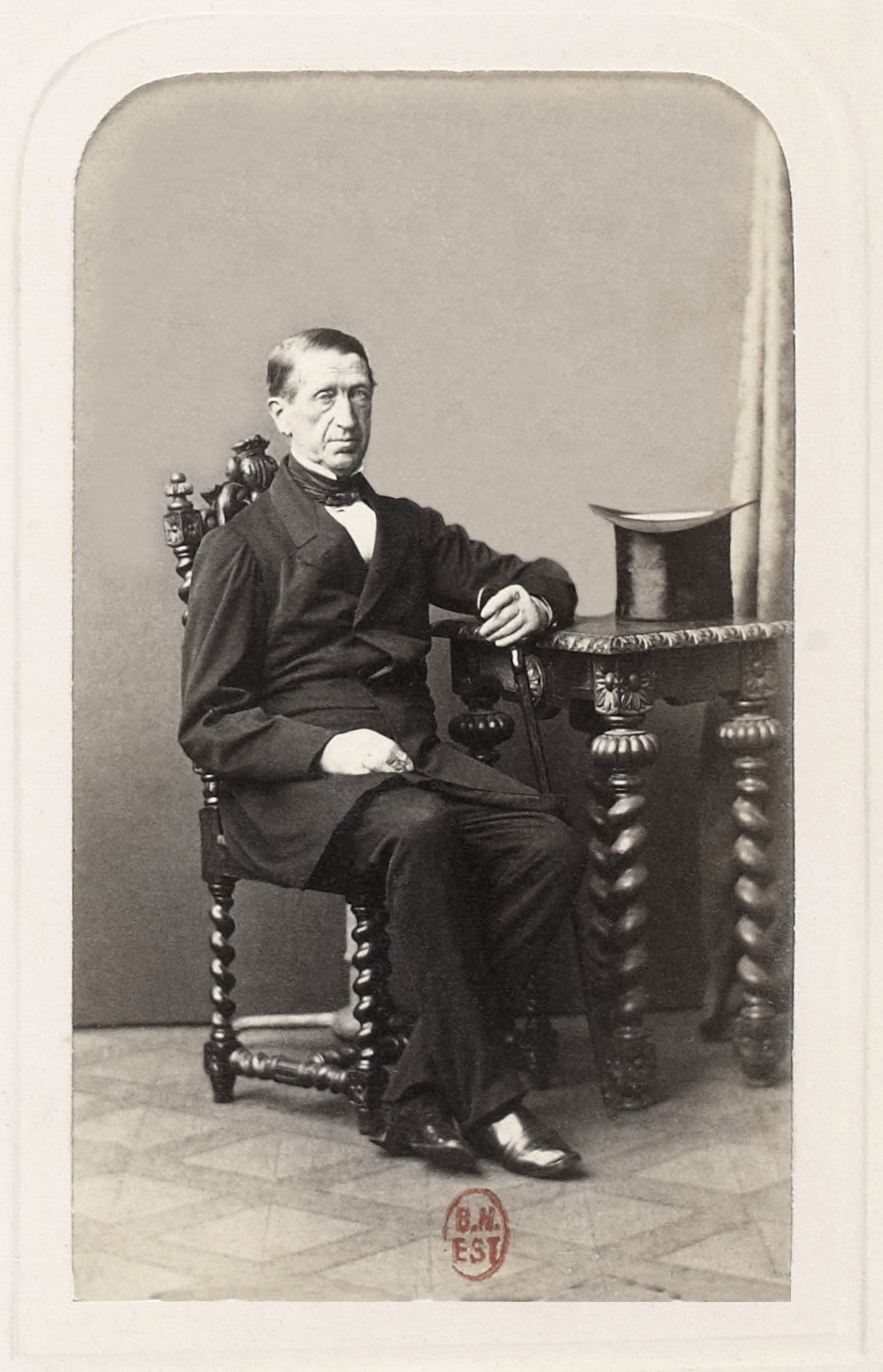
Rudolf von Auerswald

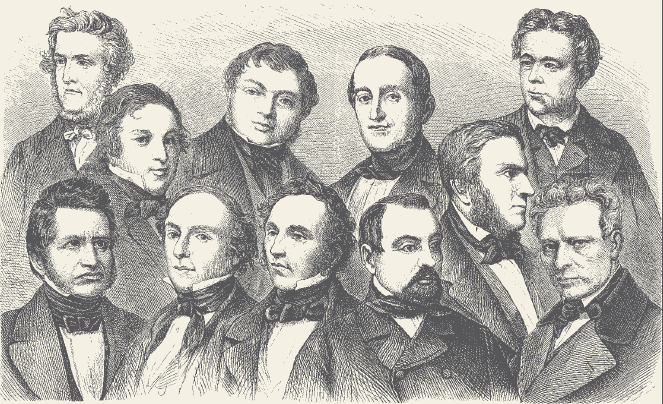
Elf liberalen: Carl Mittermaier, David Hansemann, Maximilian von Schwerin-Putzar, Rudolf von Auerswald, Franz Leo Benedikt Waldeck, Friedrich Römer, Friedrich Christoph Dahlmann, Ludolf Camphausen, Hermann von Beckerath, Hermann Schulze-Delitzsch en Karl Welcker

Rudolf Ludwig Cäsar von Auerswald (Mariënwerder 1 september 1795 - Berlijn 15 januari 1865) was een gematigd liberaal Pruisisch politicus. Hij was de zoon van Hans Jakob von Auerswald en de broer van Hans von Auerswald en Alfred von Auerswald, alle drie eveneens bekend als politicus of ambtenaar.
Auerswald werd in 1795 geboren te Mariënwerder in West-Pruisen en werd van 1807 tot 1812 met de koninklijke prinsen in Koningsbergen opgevoed. In het bijzonder met prins Wilhelm, de latere keizer, was hij goed bevriend. Van 1812 tot 1821 had hij dienst bij een huzarenregiment, waarin hij de Bevrijdingsoorlogen en de Russische veldtocht meemaakte. In Oost-Pruisen, waar hij sinds 1821 zijn landgoederen Keimkallen en Weschinen beheerde, was hij van 1824 tot 1834 landraad van het district Heiligenbeil en van 1838 tot 1842 burgemeester van Koningsbergen. Sinds 1837 was hij afgevaardigde in de landdag van de provincie Pruisen. Van 1842 tot 1848 was hij Regierungspräsident van Trier.
Eind maart 1848 werd hij eerste president van de provincie Pruisen, maar reeds op 25 juni werd hij tot minister-president en minister van Buitenlandse Zaken benoemd. Na een kort en weinig succesvol premierschap, waarin David Hansemann de werkelijke regeringsleider was, trad hij op 20 juni af en nam zijn functie als eerste president weer op zich. Deze post moest hij, als liberaal, toen de reactie inzette in 1849 opgeven. In 1850 was hij president van het Erfurter Parlement en werd hij eerste president van de Rijnprovincie. In het Pruisische Huis van Afgevaardigden behoorde hij tot de liberale oppositie tegen de regering van Otto Theodor von Manteuffel, tot deze in 1858 door prins-regent Wilhelm werd vervangen door een liberale regering onder Karel Anton van Hohenzollern-Sigmaringen. In deze regering werd Auerswald minister zonder portefeuille en had hij, als jeugdvriend van de prins-regent, een grote invloed. Na de val van de regering in verband met het Verfassungskonflikt (1862) trok hij zich uit de politiek terug. Hij stierf in 1865.
Karl August von Hardenberg · Christian Günther von Bernstorff · Johann Peter Friedrich Ancillon · Heinrich Wilhelm von Werther · Mortimer Maltzan · Heinrich von Bülow · Karl Ernst Wilhelm von Canitz und Dallwitz · Adolf Heinrich von Arnim-Boitzenburg · Heinrich Alexander von Arnim · Alexander von Schleinitz · Rudolf von Auerswald · August Heinrich Hermann von Dönhoff · Friedrich Wilhelm von Brandenburg · Heinrich Friedrich von Arnim-Heinrichsdorff-Werbelow · Friedrich Wilhelm von Brandenburg (a.i.) · Alexander von Schleinitz · Joseph von Radowitz · Otto Theodor von Manteuffel · Alexander von Schleinitz · Albrecht von Bernstorff · Otto von Bismarck · Herbert von Bismarck (a.i.) · Leo von Caprivi · Adolf Hermann Marschall von Bieberstein · Bernhard von Bülow · Theobald von Bethmann Hollweg · Georg Michaelis · Georg von Hertling · Max van Baden
Adolf Heinrich von Arnim-Boitzenburg · Ludolf Camphausen · Rudolf von Auerswald · Ernst von Pfuel · Friedrich Wilhelm von Brandenburg · Adalbert von Ladenberg (a.i.) · Otto Theodor von Manteuffel · Karel Anton van Hohenzollern-Sigmaringen · Adolf zu Hohenlohe-Ingelfingen (a.i.) · Otto von Bismarck · Albrecht von Roon · Otto von Bismarck · Leo von Caprivi · Botho zu Eulenburg · Chlodwig zu Hohenlohe-Schillingsfürst · Bernhard von Bülow · Theobald von Bethmann Hollweg · Georg Michaelis · Georg von Hertling · Max van Baden · Paul Hirsch · Heinrich Ströbel · Paul Hirsch · Otto Braun · Adam Stegerwald · Otto Braun · Wilhelm Marx · Otto Braun · Hermann Göring
- Gemeinsame Normdatei: 116377674
- Virtual International Authority File: 13056667
- WorldCat: E39PBJpdRyh9pkrhq4fPcKK68C